# Schizooura lii
Schizooura lii (Шізоура) — викопний вид птахів, що мешкав у ранньому крейдяному періоду (близько 120 млн років тому). Викопний зразок знайшли у пластах формації Jiufotang в китайській провінції Ляонін у 2012 році. Описаний групою китайських палеонтологів: Чжоу Шуан, Чжоу Зонхе і Жінмай О'Коннор. Голотип складається з майже повного скелета з відбитком пір'я.

## Назва
Назва роду походить від грец. σχίζειν (schizein) — «розкол», і грец. οὐρά (Oura) — «хвіст», посилається на роздвоєне пір'я хвоста. Видова назва носить ім'я таксидерміста Лі Ютонга.

## Ресурси Інтернету
| Гасторніс | Це незавершена стаття про викопних птахів. Ви можете допомогти проєкту, виправивши або дописавши її. |